# Tetrachaete
Tetrachaete is een geslacht uit de grassenfamilie (Poaceae). De ene soort komt voor in Afrika en gematigd Azië.

## Soorten
Van het geslacht is alleen de volgende soort bekend: 
- Tetrachaete elionuroides